# Rhamnoside
Un rhamnoside est un hétéroside dans lequel le sucre est le rhamnose. Beaucoup de ces composés sont naturellement présents dans les végétaux.

## Exemples
On peut citer parmi les rhamnosides de flavonoïdes l'azaléine (rhamnoside de l'azaléatine), la kaempféritrine (kaempférol), la myricitrine (myricétine), la rhodionine (herbacétine) ou encore la quercitrine (quercétine).